# ریدگلی (تنسی)
ریدگلی(به انگلیسی: Ridgely) شهری در ایالت تنسی کشور ایالات متحده آمریکا است که جمعیت آن در سرشماری سال ۲۰۱۰ میلادی، ۱٬۷۹۵ نفر بوده‌است.